# روبرت شيلتون
روبرت شيلتون (بالإنجليزية: Robert Shelton)‏ هو صحفي وناقد سينمائي أمريكي، ولد في 28 يونيو 1926 في شيكاغو في الولايات المتحدة، وتوفي في 11 ديسمبر 1995.

## وصلات خارجية
- روبرت شيلتون على موقع ميوزك برينز (الإنجليزية)